# Балаба Ігор Григорович
Ігор Григорович Балаба (нар. 29 січня 1939, Сталіно, УРСР — пом. 31 січня 2011, Луганськ, Україна) — радянський футболіст, нападник. Зіграв 39 матчів і забив 4 м'ячі у вищій лізі СРСР. Майстер спорту СРСР (1962).

## Кар'єра гравця
Вихованець футбольної школи московського «Торпедо», у складі команди вигравав першість Москви серед юнаків. Перший тренер — Микола Георгійович Котов. Після закінчення школи спочатку не хотів пов'язувати своє життя з футболом і вступив до Київського інституту інженерів цивільної авіації, однак потім став виступати за футбольну команду інституту, став чемпіоном Києва серед вузів і був помічений представниками київського «Динамо». У складі «Динамо-2» ставав переможцем молодіжного чемпіонату СРСР. У 1959-1960 роках грав у класі «Б» за київський «Арсенал».
У 1960 році перейшов у луганські «Трудові Резерви» (пізніше — «Зоря»), які очолював його батько — Григорій Балаба. У складі луганської команди виступав наступні дев'ять сезонів, грав переважно на лівому фланзі нападу. У 1962 році став чемпіоном Української РСР серед команд класу «Б», у 1966 році — переможцем другої групи класу «А». Двічі включався до списку 33-х найкращих футболістів УРСР — в 1962 році під № 1, у 1966 році — під № 3. У 1963 році брав участь в міжнародному матчі з бразильським «Флуміненсе» і забив єдиний м'яч «Зорі» (1:2). У вищій лізі дебютував 2 квітня 1967 року в матчі з московським «Спартаком». Перший м'яч на найвищому рівні забив 27 квітня 1967 року в ворота «Крил Рад». У вищій лізі зіграв 39 матчів і забив 4 м'ячі, а всього в чемпіонатах у складі «Зорі» — 230 матчів і 41 гол (за іншими даними — 231 матч і 42 голи). Влітку 1968 покинув команду, після того як новий тренер «Зорі» Віктор Гуреєв затіяв омолодження складу.
У 1968-1969 роках виступав у другій лізі за «Комунарець» (Комунарськ, нині — «Сталь» Алчевськ). У 30-річному віці завершив спортивну кар'єру, в подальшому багато років працював майстром на луганському заводі імені Жовтневої революції (тепловозобудівний завод).
Виступав за юнацьку й молодіжну збірні СРСР. Також грав за збірну Української РСР, в тому числі брав участь в турне по країнах Африки.

## Особисте життя
Батько — Григорій Федорович Балаба (1911-2003) — відомий футболіст і тренер. Дружина, Ольга Василівна (до шлюбу Тихонюк), була волейболісткою, виступала за луганську «Іскру». У сім'ї двоє дітей — Андрій і Наталя.
Закінчив Луганський машинобудівний інститут, в який перевівся в 1960 році з Київського інституту інженерів цивільної авіації.
Помер 31 січня 2011 року в Луганську, через два дні після свого 72-річчя.